# 菲利克斯·沙伐
费利克斯·沙伐（1791年6月30日—1841年3月16日），法國物理學家、数学家。他與讓-巴蒂斯特·必歐共同創建了必歐-沙伐定律。這是靜磁學的一個基本定律，精確地描述載流導線的電流所產生的磁場。沙伐對於聲學也很有研究。他發展出一種聲學儀器，沙伐音輪 (Savart wheel) ，可以用來研究聽覺的最低頻率限度。現在不再常用的音程度量單位，音乐间隔单位萨伐尔也是因他而命名。

## 生平
1791 年，沙伐出生於法國阿登省的梅濟耶爾，他的父親，傑瑞德·沙伐 (Gérard Savart) ，是一位事業有成的工程師，並且熱心公益，與鄉親於 1748 年在梅濟耶爾共同創辦了一所工程學校。父親本以為兒子會繼承父業，繩厥祖武。沒想到兒子意興索然，覺得毫無挑戰性。在十七歲那年，不顧父親的反對，兒子下定決心，毅然從事醫學，將來能懸壺濟世。
1808 年，沙伐在摩澤爾省梅斯市的一所醫院學習醫術。兩年後，結束訓練，他成為拿破崙軍隊裏的軍醫。那時候，正值拿破崙全盛時代，每一場戰爭的結果都是輝煌的勝利，人民沉浸於無敵的光芒。可惜，好景不常，從1810 年到1814 年，在沙伐服役的那段期間，拿破崙軍隊大舉侵犯俄羅斯，陷入焦土政策，全軍覆沒。最後，拿破崙只好無條件投降，並且宣布退位，被放逐到地中海的一個小島。
退役後，沙伐進入斯特拉斯堡的一所大學繼續學醫，於1816 年得到醫學文憑。隔年，他回到梅斯市，自己開了一所私人診所。不知甚麼原因，他開始對物理發生興趣。漸漸地，沉迷於研究聲學。他建立了一個設備優良的實驗室，可以專門研究聲波的物理行為。自然而然地，他的病人也越來越少了。
於1819 年，沙伐決意將診所關閉，去巴黎找任職為法蘭西公學院教授的讓-巴蒂斯特·必歐。必歐覺得沙伐在弦琴樂器的研究成果非常有意思，很欣賞沙伐的才能，他幫沙伐發表了幾篇論文。那時候，必歐正在研究電學。兩位志同道合的科學家決定在這領域合作。於 1820 年，漢斯·奧斯特突破性地發現，載流導線的電流會產生作用力於指南針的磁針，使磁針改變方向。立刻，整個歐洲的物理學家都聚焦於這驚人的發現。當然，必歐和沙伐也不例外。他們很快地找到了新的結果。同年，他們共同發表了必歐-沙伐定律。這定律能夠精確地描述載流導線的恆定電流所產生的磁場。後來，這定律成為靜磁學的基本定律。1828 年，繼任安德烈-瑪麗·安培的位子，他應聘為法蘭西公學院的實驗物理教授。

## 其它成就
聲學也是沙伐的研究專長之一。他發展出一種聲學儀器，沙伐音輪 (Savart wheel) 。利用齒輪來控制旋轉的角速度，這音輪可以發出各個不同的特定頻率的聲音。
在音樂理論裏，舊時曾使用過的音程度量單位，沙伐 (savart) ，也是以他命名；雖然真正發明這度量單位的是法國數學家  。現在，通常使用「度」來表示兩音之間的距離。

## 榮譽
因為在靜磁學的研究成果，必歐名聲大噪，也得到很多榮譽和獎章。於 1827 年，接替奧古斯丁·菲涅耳，他被遴選為法國科學院的院士。他又於 1839 年榮任倫敦皇家學會的會員。

## 參閱
- 亞歷山卓·伏打
- 格奧爾格·歐姆
- 尼古拉·特斯拉
- 麥可·法拉第
- 安培定律
- 詹姆斯·馬克士威

## 外部連結
- MacTutor 物理名人網頁：O'Connor, J. J.; Robertson, E. F., ,   [2009-08-09], （原始内容存档于2019-11-03）。
- Kenyon 大學物理系早期科學儀器網頁： ,   [2009-08-09], （原始内容存档于2019-12-28）。